# 旧石器时代
旧石器时代（英語：Paleolithic age）是石器时代的早期阶段，一般划定此时期为距今约260万年或250万年（能人首次制造出石器）至1.2万年前（新石器开始普及），地质时代属于上新世晚期至更新世。其时期划分一般采用三分法，即旧石器时代早期、中期和晚期，大体上分别对应于人类体质进化的能人和直立人阶段、早期智人阶段、晚期智人阶段。旧石器时代之后为中石器时代。
旧石器时代的人类通常以原始族群的形式聚居在一起，并通过收集植物和猎取野生动物维生。尽管在此时代内人类也使用木质和骨质工具，但旧石器时代的典型标志是使用了借由敲打石头制成的石质工具。尽管其他材料，如皮革、植物纤维等亦适合制成工具使用，但由于其性质使然，此类材料未能有更广泛的应用。在旧石器时代期间，人类在早期的能人和智人基础上向解剖学意义上的现代人大幅度进化。在旧石器时代后期(特别是中晚期)，人类开始了最早的艺术创作，并开始涉足宗教、精神领域，如葬礼和仪式。

## 名称
“旧石器时代”一词最早由考古学家约翰·拉伯克于1865年提出，源于希腊语παλαιός（palaios，“旧”）以及 λίθος（lithos，“石头”），意为“老旧的石头的时代”。

## 时间表
传统上将旧石器时代划分为三个时期（互有重叠）：旧石器时代初期、旧石器时代中期、旧石器时代晚期。这三个不同阶段标志着不同的人类社会、科技和文化的演进程度。人类演化在舊石器時代簡單來説是這樣的：能人演化為直立人，然後直立人演化為智人，智人並分為早期智人和晚期智人。

### 初期

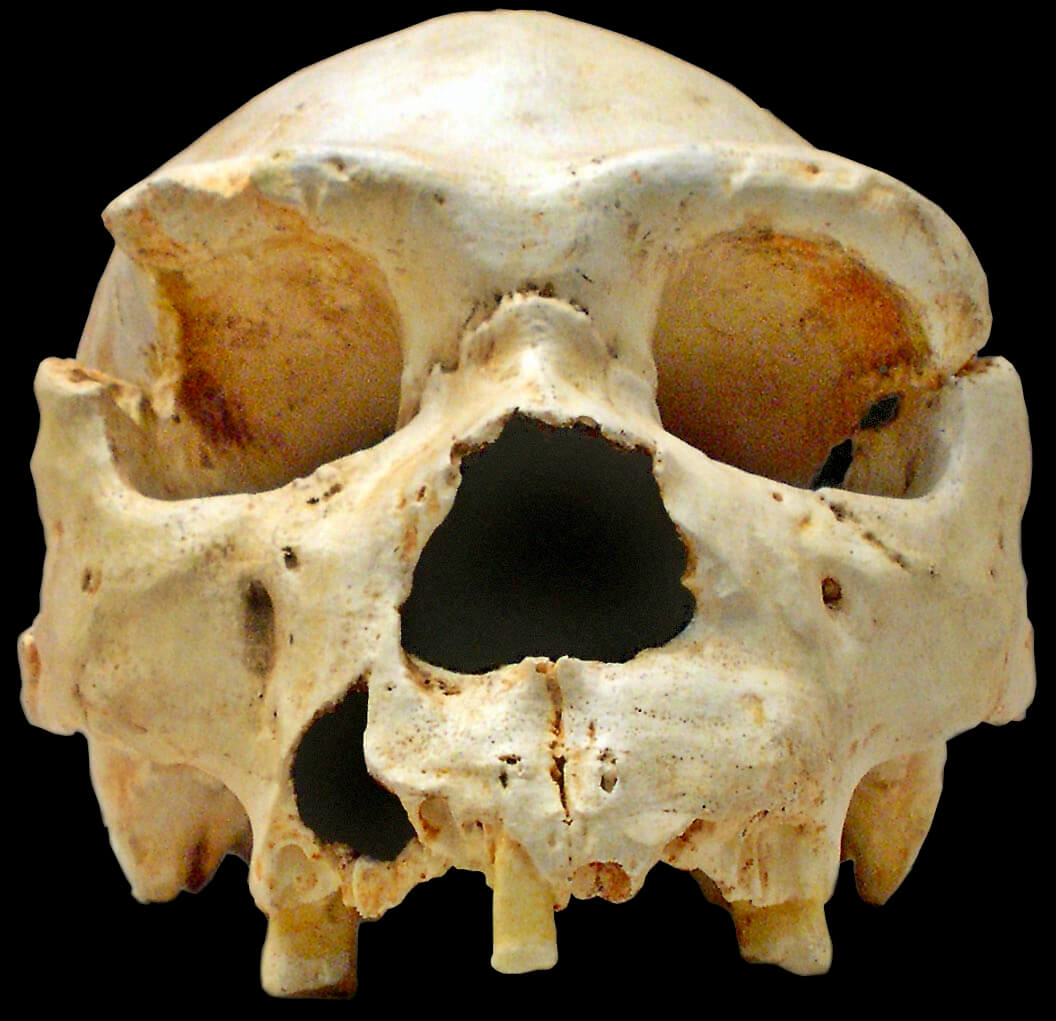
旧石器时代早期（距今约40至50万年）发现的人类头骨

旧石器时代初期（约260万年或250万年前-约100万年前），代表文化有奥杜韦文化、阿舍利文化、克拉克當文化、北京人文化、元谋人文化、蓝田人文化、泥河湾人文化。

### 中期
旧石器时代中期（约30万年前-约3万年前），代表文化有莫斯特文化、阿泰尔文化、丁村人文化。

### 晚期
旧石器时代晚期（约5万年前-约5000年前），代表文化有奥瑞纳文化、梭鲁特文化、马格德林文化、山顶洞人文化、萨拉乌苏遗址、長濱文化。

## 地理

### 地质
旧石器时代跨越了上新世和更新世两个地质时代，这两个地质时代均经历了影响人类社会发展的重大地质和气候变化。
上新世期间，大陆漂移不断进行，从距当今位置250千米处移动到距当今位置70千米处，南美洲通过巴拿马地峡与北美洲相连，使南美洲原有的有袋类动物几乎完全灭绝。巴拿马地峡的形成对全球气候有着重大影响，温暖的赤道洋流就此被切断，来自极地的寒冷洋流进一步降低了被封闭的大西洋的温度。中美洲在上新世完全形成，使得南、北美洲原有的动物能够离开原来的栖息地向新的地区迁移。欧亚大陆和非洲大陆的板块碰撞创造了地中海，封闭了残余的特提斯洋。在更新世，各现代大陆基本上已经移动到其目前所在位置，这些大陆所在的板块在这一段时期可能移动了多达100公里的距离。

### 气候
上新世时代的气候较冻土层鹅卵石出现。中纬度地区的冰川可能于上新世的末期开始形成。上新世时期的全球变冷可能导致了森林的消失和草原、稀树草原的扩大。
更新世时期的气候特点是反复出现的冰川周期，在某些地方，大陆冰川一直推进到中纬度地区（40度纬度）。四个主要的冰期活动和大量相关小事件已经确定，其中一个主要活动是普遍出现的冰川涨落，称为冰期，冰期被间冰期分隔。在每一个冰期内，冰川都会有少许进退，这种少量的进退称为“小冰期”，两个小冰期之间的时段称为“小间冰期”。每一冰川在其1500-3000米厚的冰盖中都封存了体积巨大的水，暂时性地造成全球海平面下降100米。在间冰期，如目前，海岸线被淹没是经常发生的事情。
冰川的影响是全球性的。整个上新世和更新世，南极洲都被冰层覆盖，安第斯山脉南部为巴塔哥尼亚冰盖覆盖，在新西兰和塔斯马尼亚到也有冰川分布，非洲中东部肯尼亚山、乞力马扎罗山和鲁文佐利山脉残余的冰川则更加巨大，在阿特拉斯山脉中也有冰川存在。在北半球，许多冰川融为一体。柯迪勒拉冰蓋覆盖了北美西北部地区，勞倫臺德冰蓋覆盖了东部，芬兰-斯堪的纳维亚冰盖覆盖北欧，包括英国，阿尔卑斯冰盖覆盖了阿尔卑斯山，散布的圆顶冰盖遍及西伯利亚和北极大陆架，更北的海域常年冻结。旧石器时代晚期（更新世晚期，约1.8万年前）地处亚洲和北美间的白令陆桥为冰层阻断，这可能阻断了早期古印第安人（如克洛维斯文化）直接越过白令陆桥到达北美。
根据马克·莱纳斯整理的数据，更新世的整体环境可以描述为:持续的厄尔尼诺现象，南太平洋信风削弱乃至风向转东，热空气在秘鲁附近上升，暖流自西太平洋和印度洋向东太平洋扩散，和其他类厄尔尼诺现象。
冰河时期随着旧石器时代（更新世末期）的结束而结束，地球气候变暖。这可能导致或促成了更新世巨型動物群的灭绝。科学家认为，更新世末期到全新世期间的全球气候变暖可能使人类能更容易的到达之前因封冻而无法到达的新栖息地。

## 人类生活
由于这一时期缺乏文字记录，现时几乎所有关于旧石器时代的人类文化和生活情况，均只能通过考古学和人类学，对生活方式与旧石器时代狩猎-采集文明相似的近代文明（如布须曼人）进行类比而得来。典型的旧石器时代社会的经济结构是狩猎-采集经济。人们猎取野生动物以获得肉食，收集食物、柴火和天然材料作为工具、衣服和住所。和更近代的狩猎-采集文明相似，旧石器时代的人类与新石器时代农业社会和现代工业社会的人类相比，拥有更丰富的闲暇时间。在旧石器时代后期，尤其是其中期和晚期，人类开始创造诸如岩画、壁画和珠宝首饰等艺术品，并开始从事诸如葬礼和仪式之类的宗教行为。

## 外部連結
- 舊石器時代初期 （页面存档备份，存于）
- 舊石器時代中期 （页面存档备份，存于）
- 舊石器時代晚期 （页面存档备份，存于）
- （英文） Zdeněk Burian - Upper Paleolithic large color images （页面存档备份，存于）.
- （英文） Zdeněk Burian - Middle Paleolithic large color images （页面存档备份，存于）.